# Хуналд (Аквитания)
Хуналд или Хуноалд, Хунолд (Hunold, Hunaldo, Hunoald, Chunoaldo) е херцог на Аквитания от 735 до 745 г.

## Биография
Той последва през 735 г. баща си Одо Велики като херцог на Аквитания и трябва да бъде подчинен от Карл Мартел.
След смъртта на противника му през 741 г. той се съюзява през следващата зима с благородници, между тях херцозите Теудебалд и Одило против неговите синове и наследници Карлман и Пипин III. Карлман и Пипин тръгват срещу Хунолд, завладяват и разрушават през 742 г. градове. Хунолд капитулира през 745 г. и се оттегля в манастир.
Последван е като херцог от Вайфар.